# Парфенчиков, Артур Олегович
Арту́р Оле́гович Парфе́нчиков (род. 29 ноября 1964, Петрозаводск) — российский государственный и политический деятель. Глава Республики Карелия с 25 сентября 2017 (врио 15 февраля — 25 сентября 2017).
Директор Федеральной службы судебных приставов — главный судебный пристав Российской Федерации с 29 декабря 2008 по 15 февраля 2017. Действительный государственный советник юстиции Российской Федерации 1-го класса.

## Биография
Родился 29 ноября 1964 года в Петрозаводске, детство провёл в деревне Кирккоёки Питкярантского района. В 1982 году окончил школу № 17 в Петрозаводске. В школьные годы увлекался конькобежным спортом, выполнил норматив кандидата в мастера спорта СССР, выступал за спортивное общество «Динамо».

### Образование
В 1987 году окончил дневное отделение юридического факультета Ленинградского государственного университета (ЛГУ) им. А. А. Жданова. Учился в одной группе с Дмитрием Медведевым и Константином Чуйченко.

### Трудовая деятельность

#### В Прокуратуре Карелии
В 1987—1988 годах — стажёр Прокуратуры Карельской АССР по должности помощника прокурора Олонецкого района.
В 1988 году — помощник прокурора Олонецкого района.
В 1988—1991 годах — следователь прокуратуры Олонецкого района.
В 1991—1995 годах — заместитель прокурора города Сортавала.
В 1995—2000 годах — заместитель прокурора города Петрозаводск.
В 2000—2006 годах — прокурор города Петрозаводска. Осуществлял надзор за службой судебных приставов.
В 2006 году выступал за замену прямых выборов мэра Петрозаводска назначением.

#### В службе судебных приставов
В июле 2006 года был назначен руководителем Управления ФССП России по Санкт-Петербургу — главным судебным приставом Санкт-Петербурга.
В 2007 году был назначен заместителем директора ФССП России — заместителем главного судебного пристава Российской Федерации. Курировал Управление организации исполнительного производства и Управление организации работы по реализации имущества должников, в том числе розыск имущества должников.
С 29 декабря 2008 года по 15 февраля 2017 года — директор ФССП России — главный судебный пристав Российской Федерации.

## Глава Республики Карелия
15 февраля 2017 года назначен временно исполняющим обязанности главы Карелии.
10 сентября 2017 года победил на выборах главы Карелии, набрав 61,34 % голосов избирателей. Кандидат выдвинут Единой Россией.
25 сентября 2017 года вступил в должность Главы Республики Карелия.
В ноябре 2018 году Артур Парфенчиков посоветовал самостоятельно решать свои проблемы с детьми: в личной переписке в соцсетях он резко ответил женщине, требовавшей строительства детсада для единственного ребенка в поселке Суоёки. Старый садик был закрыт в виду аварийного состояния и опасности для детей. Родителям была предложена организация доставки детей в образовательные учреждения соседних населённых пунктов, однако женщина отказалась. Губернатор написал жительнице поселка Анне Власовой: «Сидите до трех лет, договаривайтесь с бабушками, нанимайте няню. Как все поступают». На одно из сообщений он ответил фразой: «Пусть о вашем ребенке отец его, деды думают».
В 2019 году в ответ на просьбу многодетного отца о помощи назвал «абсолютно объективными» основания насильственного изъятия детей многодетной семьи Киселёвых государственными органами Республики Карелия. После судебного разбирательства детей вернули в семью
11 сентября 2022 года победил на выборах главы Карелии от партии Единая Россия, набрав 69,15 % голосов избирателей.

## Классный чин
- Действительный государственный советник юстиции Российской Федерации 2 класса (13 декабря 2007)[16]
- Действительный государственный советник юстиции Российской Федерации 1 класса (22 июня 2009)[17]

## Награды
- Орден «За заслуги перед Отечеством» IV степени — за существенный вклад в социально-экономическое развитие Республики Карелия[18]
- Орден Александра Невского (2024)[19]
- Орден Почёта[20]
- Медаль ордена «За заслуги перед Отечеством» II степени
- Орден имени Ахмата Кадырова (Чечня, 2009) — за значительный вклад в развитие и совершенствование системы Службы судебных приставов в Чеченской Республике[21]
- Орден «За заслуги перед Карачаево-Черкесской Республикой» (31 октября 2015) — за заслуги в обеспечении защиты прав и законных интересов граждан Карачаево-Черкесской Республики, правопорядка и конституционного строя[22]
- Медаль «Слава Адыгеи» (18 марта 2016) — за заслуги в укреплении законности и правопорядка

### Почётные звания
- Заслуженный юрист Российской Федерации (22 декабря 2005 года) — за заслуги в укреплении законности и правопорядка и многолетнюю добросовестную службу[23]
- Почётный работник Министерства юстиции Российской Федерации
- Почётный работник прокуратуры Российской Федерации

### Прочее
21 июня 2017 года одной из улиц села Мартан-Чу Урус-Мартановского района Чеченской Республики присвоено имя Артура Олеговича Парфенчикова.

## Доходы и собственность
Имеет в совместном владении земельный участок площадью 700 м² и дачный дом площадью 50 кв. м, а также в индивидуальной собственности две квартиры площадью 159 и 103 кв. м.
Декларированный годовой доход за 2017 год составляет 7 680 754 рублей (в том числе доход, полученный от сдачи квартиры в аренду, — 3 054 900 рублей).

## Санкции
24 февраля 2023 года Госдепом США Парфенчиков включён в санкционный список лиц причастных к «осуществлению российских операций и агрессии в отношении Украины, а также к незаконному управлению оккупированными украинскими территориями в интересах РФ», в частности за «призыв граждан на войну в Украине».
1 апреля 2023 года внесён в санкционный список Украины как «глава государственного органа, осуществлявший поддержку/поощрение/публичное одобрение политики РФ, направленной на проведение военных действия и геноцид гражданского населения в Украине».

## Личная жизнь
Первая жена, Наталья Алексеевна Гуляева работала заместителем председателя Верховного суда Республики Карелия, с марта 2020 года — заместитель председателя Второго апелляционного суда общей юрисдикции в Санкт-Петербурге.
Дочь Анастасия — юрист, в 2016 году окончила аспирантуру в Уральском государственном юридическом университете и учится в Германии.
Сын — кадет Первого Московского кадетского корпуса, с 2016 года — студент Московского государственного юридического университета.
Женат вторым браком, супруга Елена Владимировна — доктор медицинских наук, врач-гастроэнтеролог, заведующая отделением диагностической эндоскопии Московского клинического научного центра имени А. С. Логинова.
Парфенчиков увлекается конькобежным спортом, путешествиями и рыбалкой.